# Nannochloropsis oceanica
Nannochloropsis oceanica — вид охрофітових водоростей родини Monodopsidaceae. Це мікроскопічна одноклітинна водорость, що поширена у всіх морях та океанах. Є одним з видів водоростей, які у майбутньому можуть стати сировиною для виробництва біопалива.